# Mistake!/Battery
「Mistake!／Battery」（ミステイク!／バッテリー）は、SMAPの両A面シングル。49作目のシングルとして、2013年2月27日にビクターエンタテインメントから発売された。

## 概要
通常盤、初回盤A、初回盤B、初回盤C、ユニバーサル・スタジオ・ジャパン限定盤（以下USJ盤）の5形態で発売された。初回盤Aには「Mistake!」、初回盤BとUSJ盤には「Battery」のミュージック・ビデオとそのメイキングを収録したDVDが付属する。通常盤と初回盤CはCDに「Battery」のリミックス・バージョンの「Battery (Jeff Miyahara Remix)」を収録している。USJ盤はユニバーサル・スタジオ・ジャパンのみで発売され、初回盤Bと収録内容は同じであるがジャケットデザインが異なっている。また、通常盤/初回盤A,Cと、初回盤B/USJ盤では、曲順が異なっている。両A面シングルをリリースするのは2009年発売の「そっと きゅっと/スーパースター☆」以来、約3年半ぶりとなった。

## メディアでの使用
「Mistake!」は、フジテレビ系『SMAP×SMAP』のテーマソング。同番組内の連続ドラマ『Mistake!』の主題歌にも起用されている。また、2013年12月31日に放送された『第64回NHK紅白歌合戦』で「Joy!!」とともに「Joymap!!」としてメドレーで披露された。
『ナカイの窓』で中居正広が一番好きなSMAPのシングル曲で選ばれた。理由としてはメロディー、振り付け、衣装、平均的に5人がカッコいいかが当てはまるから好きな曲にあげている。
「Battery」は、ユニバーサル・スタジオ・ジャパンとのコラボレーション・プロジェクト『UNIVERSAL STUDIOS JAPAN×SMAP:WORLD ENTERTAINMENT PROJECT』のCMソングおよびアトラクション「ハリウッド・ドリーム・ザ・ライド」のBGMとして使用されていた。ミュージック・ビデオにもユニバーサル・スタジオ・ジャパンが映っている。また、歌詞に「アトラクション」や「ローラーコースター」といったフレーズがある。SMAPのシングル曲としては、初の全編英語詞となっている。
両曲は、2014年7月26日・27日の『武器はテレビ。SMAP×FNS27時間テレビ』での大一番企画『怒涛の超豪華27曲45分3秒!SMAPノンストップLIVE!!!SUPER MEMORIAL ADRENALIN PARTY』で披露された(『Mistake!』は3曲目、『Battery』は1曲目)。「Battery」はオリジナルとリミックスを合わせたバージョンを披露した。

## チャート成績
2013年3月11日付のオリコン週間シングルランキングでは初動で16.2万枚を記録し、前作「Moment」の初動13.7万枚を2.5万枚上回って1位を獲得した。

## 収録曲

### CD

#### 通常盤・初回盤A/C
1. Mistake! [4:39]
作詞：いしわたり淳治 / 作曲：HIKARI / 編曲：CMJK
  - フジテレビ系「SMAP×SMAP」テーマソング
2. Battery [3:44] 
作詞：Jeff Miyahara / 作曲・編曲：Jeff Miyahara・blackSHEEP、Sound Produced by Jeff Miyahara
  - 「UNIVERSAL STUDIOS JAPAN×SMAP:WORLD ENTERTAINMENT PROJECT」テーマソング
  - ユニバーサル・スタジオ・ジャパン内アトラクション「ハリウッド・ドリーム・ザ・ライド」搭載曲
3. Battery (Jeff Miyahara Remix) [4:01]
  - 本作の2曲目のリミックスバージョン
  - ユニバーサル・スタジオ・ジャパン内アトラクション「ハリウッド・ドリーム・ザ・ライド〜バックドロップ〜」搭載曲

通常盤・初回盤Cのみ収録。
アトラクションではコースターの動きに合わせて一部エディットされている。
4. Mistake!（back track）
5. Battery（back track）

#### 初回盤B・ユニバーサルスタジオジャパン限定盤
1. Battery
2. Mistake!
3. Battery（back track）
4. Mistake!（back track）

### DVD

#### 初回盤A
1. Mistake! (Music Video)
2. Mistake! (Making)

#### 初回盤B・ユニバーサルスタジオジャパン限定盤
1. Battery (Music Video)
2. Battery (Making)

## 特典

### 初回盤A
- 「Mistake!」オリジナルネイルシール

### 初回盤B
- ユニバーサル・スタジオ・ジャパン特別優待券

### 初回盤C
- EPサイズジャケット仕様
初回盤Cの生産数出荷完了後は通常盤に切り替えての出荷となる。

## 収録アルバム
- Mr.S（#1）
  - アルバム・ヴァージョンを収録。
- SMAP 25 YEARS（#2）